# Hugh Porter

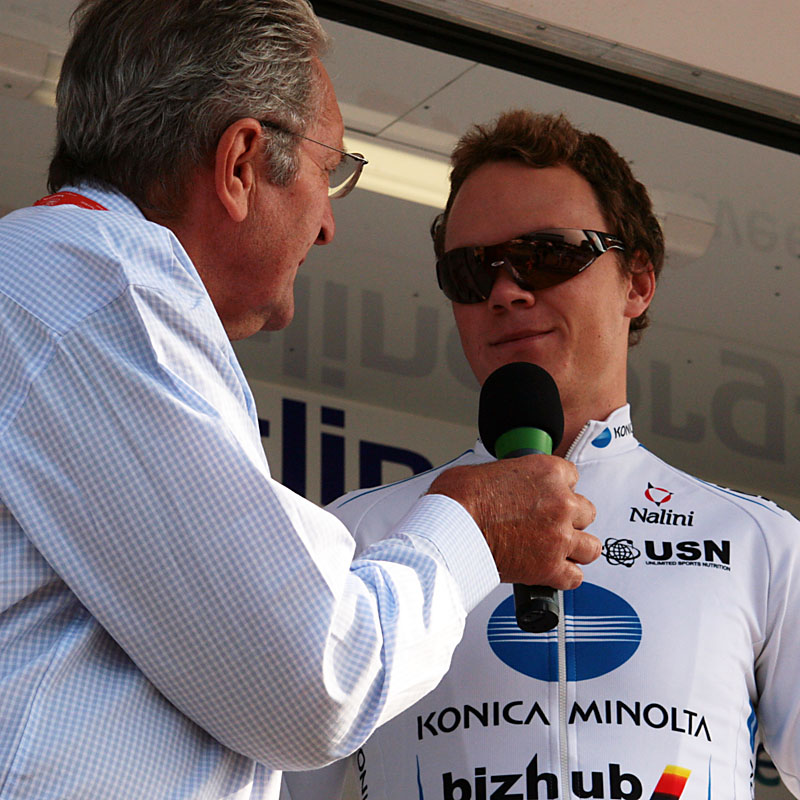
Chris Froome intervjuas av Porter 2007.

Hugh William Porter, född den 27 januari 1940 i Wolverhampton, är en brittisk före detta bancyklist som blev världsmästare i individuellt förföljelselopp fyra gånger och vinnare av Samväldesspelen 1966 i samma disciplin. Han deltog i både individuellt och lagförföljelselopp vid Olympiska spelen 1964 i Tokyo (utslagen i kvartsfinal individuellt och laget gick inte vidare från kvalomgången).
I samband med OS 1964 träffade Porter simmaren Anita Lonsbrough och året därpå gifte de sig.
Efter sin aktiva karriär har Porter ofta varit kommentator (även i andra sporter/idrotter än cykel) för BBC (och andra media).
Porter valdes in i British Cycling Hall of Fame 2009 och har tilldelats en MBE för sina insatser inom cykling.

## Meriter

### Amatör
| 1963 Brittisk mästare i individuellt förföljelselopp 3:a i individuellt förföljelselopp Världsmästerskapen. 1964 Brittisk mästare i individuellt förföljelselopp | 1965 Brittisk mästare i individuellt förföljelselopp 1966 Samväldesmästare i individuellt förföljelselopp |

### Professionell
| 1967 2:a i individuellt förföljelselopp vid Världsmästerskapen. 1968 Världsmästare i individuellt förföljelselopp Brittisk mästare i individuellt förföljelselopp 1969 Brittisk mästare i individuellt förföljelselopp 2:a i individuellt förföljelselopp vid Världsmästerskapen. | 1970 Världsmästare i individuellt förföljelselopp 1971 3:a i individuellt förföljelselopp vid Världsmästerskapen. 1972 Världsmästare i individuellt förföljelselopp 1973 Världsmästare i individuellt förföljelselopp |